# Tocco da Casauria
Tocco da Casauria é uma comuna italiana da região dos Abruzos, província de Pescara, com cerca de 2.759 habitantes. Estende-se por uma área de 29 km², tendo uma densidade populacional de 95 hab/km². Faz fronteira com Bolognano, Bussi sul Tirino, Castiglione a Casauria, Corfínio (AQ), Popoli, Salle.

## Demografia
| Variação demográfica do município entre 1861 e 2011                               |
|                                                                                   |
| Fonte: Istituto Nazionale di Statistica (ISTAT) - Elaboração gráfica da Wikipedia |